# Hino da Gagaúzia
"Tarafım" (pronunciado [tɑɾɑˈfɯm]; lit. "Minha Pátria") é o hino regional de Gagauzia, uma unidade territorial autônoma da Moldávia. Foi composta por Mihail Colsa em 1995, e a letra foi escrita por Mina Kosä. Foi oficialmente adotado pela Assembleia Popular da Gagauzia em 1999.

## Letras
| Gagauz original | Gagauz cirílico | Transcrição AFI |
| --- | --- | --- |
| I Tarafım, sän tarafım, Ne gözelsin, korafım: Çok comerţin sän, topraam, Gagauz Yerim, Bucaam! Tekrar: Gagauziya – hoşluum, Çok sevin, koru dostluu, Bayraanı üüsek kaldır, Sän benim paalı halkım! II İIk adım sendi yaptık, Hem ana da biz dedik, Kauşu sevdik dinmäz, «Oglanı» çaldık bitmäz. Tekrar III Gagauziya, mutlu yerim, Vatanımsın sän benim, Pek işçidir insanın, Yelleri keser altın. Tekrar IV Ne zorluk seni kırdı, Ne zaman dolaştırdı. Allahım, koru topraa: Gagauz Yeri, Bucaa! Tekrar | I Тарафым, сӓн тарафым, Не гӧзелсин, корафым: Чок ӂомерцин сӓн, топраам, Гагауз Ерим, Буӂаам! Текрар: Гагаузия – хошлуум, Чок севин, кору достлуу, Байрааны ӱӱсек калдыр, Сӓн беним паалы халкым! II Илк адым сенди йаптык, Хем ана да биз дедик, Каушу севдик динмӓз, «Огланы» чалдык битмӓз. Текрар III Гагаузия, мутлу ерим, Ватанымсын сӓн беним, Пек ишчидир инсанын, Еллери кесер алтын. Текрар IV Не зорлук сени кырды, Не заман долаштырды. Аллахым, кору топраа: Гагауз Ери, Буӂаа! Текрар | 1 [tɑ.rɑ.fɯ̈m \| s⁽ʲ⁾æn tɑ.rɑ.fɯ̈m \|] [n⁽ʲ⁾e g̟⁽ʲ⁾ø.z⁽ʲ⁾el̟⁽ʲ⁾.s⁽ʲ⁾in \| ko.rɑ.fɯ̈m \|] [t͡ʃok d͡ʒo.m⁽ʲ⁾er.t͡s⁽ʲ⁾in s⁽ʲ⁾æn \| top.rɑːm \|] [gɑ.gɑ̝.uz je.r⁽ʲ⁾im \| bu.d͡ʒɑːm ‖] [rʲe.frʲen] [gɑ.gɑ̝.u.z⁽ʲ⁾i.jɑ̽ xoʃ.ɫuːm \|] [t͡ʃok s⁽ʲ⁾e.ʋ⁽ʲ⁾in \| ko.rʊ dost.ɫuːn \|] [bɑ̽j.rɑː.nɯ̽ (j)yː.s⁽ʲ⁾ek⁽ʲ⁾ kɑɫ.dɯ̈r \|] [s⁽ʲ⁾æm b⁽ʲ⁾e.n⁽ʲ⁾im pɑː.ɫɯ̽ xɑɫ.kɯ̈m ǁ] 2 [il̟⁽ʲ⁾k̟⁽ʲ⁾ ɑ.dɯ̈m s⁽ʲ⁾en⁽ʲ⁾.d⁽ʲ⁾ɪ jɑ̽p.tɯ̈k \|] [x̟⁽ʲ⁾em ɑ.nɑ̽ dɑ b⁽ʲ⁾iz d⁽ʲ⁾e.d⁽ʲ⁾ik̟⁽ʲ⁾ \|] [kɑ̝.u.ʃʊ s⁽ʲ⁾ev⁽ʲ⁾.d⁽ʲ⁾ik̟⁽ʲ⁾ d⁽ʲ⁾in.m⁽ʲ⁾æz \|] [og.ɫɑ.nɯ̽ t͡ʃɑɫ.dɯ̈k b⁽ʲ⁾it.m⁽ʲ⁾æz ǁ] [rʲe.frʲen] 3 [gɑ.gɑ̝.u.z⁽ʲ⁾i.jɑ̽ \| mut.ɫʊ je.r⁽ʲ⁾im \|] [ʋɑ.tɑ.nɯ̈m.sɯ̈n s⁽ʲ⁾æm b⁽ʲ⁾e.n⁽ʲ⁾im \|] [p⁽ʲ⁾ek̟⁽ʲ⁾ iʃ.t͡ʃ⁽ʲ⁾i.d⁽ʲ⁾ir in.sɑ.nɯ̈n \|] [jel̟⁽ʲ⁾.l̟⁽ʲ⁾e.r⁽ʲ⁾ɪ k̟⁽ʲ⁾e.s⁽ʲ⁾er ɑɫ.tɯ̈n ‖] [rʲe.frʲen] 4 [n⁽ʲ⁾e zor.ɫuk s⁽ʲ⁾e.n⁽ʲ⁾ɪ kɯ̈r.nɯ̽ \|] [n⁽ʲ⁾e zɑ.mɑn do.ɫɑʃ.tɯ̈r.dɯ̽ ‖] [ɑɫ.ɫɑ.xɯ̈m \| ko.rʊ top.rɑː \|] [gɑ.gɑ̝.uz je.r⁽ʲ⁾ɪ \| bu.d͡ʒɑː ‖] [rʲe.frʲen] |

| Tradução russa | Tradução portuguesa |
| --- | --- |
| I Край родной — Буджакский Край! Краше всех — Ты, словно Рай! Как щедра твоя Земля — Гагаузия моя! Припев: Гагаузия живи! Дружбу, мир народ храни! Знамя выше Ты держи, И Землёю дорожи! II Здесь мы начали ходить, Слово «Мама» говорить. В кауша влюбились звук, И «Оглана» спели вслух. Припев III Гагаузская Земля — Это Родина моя! Как народ трудолюбив — Золотом — руками жив! Припев IV Не смогли сломить Тебя, И ни время, ни беда. Пусть Господь хранит тебя — Гагаузия моя! Припев | I Minha pátria, tu, minha pátria, Tu, tão linda, minha pátria. Tu és tão bela, minha terra natal, Gagauzia, minha pátria! Refrão: Gagauzia, tu minha alegria, defenderei tua harmonia. Que tua bandeira voe orgulhosamente, Felizes são minha família. II Tu estás conosco desde os tempos passados, Para nós tu és uma mãe. Nosso amor nunca desaparecerá, Esta terra reinará para sempre! Refrão III Gagauzia, terra amada, Tu meu solo, minha pátria. Através do trabalho que nosso povo suportou, Te recompensamos com ouro. Refrão IV Dor e dificuldades que você resistiu, Nunca houve tempo para você se enredar. Que Deus defenda nossa casa, Gagauzia, minha pátria! Coro |